# Tony Joe White
Tony Joe White (23. července 1943, Oak Grove, Louisiana, Spojené státy americké – 24. října 2018, Nashville, Tennessee) byl americký zpěvák, kytarista a hudební skladatel, nejvíce známý pro svůj hit „Polk Salad Annie“, kterou také předělali například Elvis Presley nebo Tom Jones.

## Diskografie
- 1968 – Black and White (Monument Records #18114)
- 1969 – Continued (Monument Records #18133)
- 1970 – Tony Joe (Monument Records #18142)
- 1971 – The Best of Tony Joe White (Monument Records #10000)
- 1971 – Tony Joe White (Warner Bros. Records #1900)
- 1972 – The Train I'm On (Warner Bros. Records #2580)
- 1973 – Homemade Ice Cream (Warner Bros. Records #2708)
- 1973 – Catch My Soul – original soundtrack (Metromedia Records/RCA #BML1-0176)
- 1975 – The Best of Tony Joe White (Warner Bros. [UK] Records #56149)
- 1976 – Eyes (20th Century Records #T-523)
- 1980 – The Real Thang (Casablanca Records #NB-7233)